# جورج جيمس (مؤرخ)
جورج جيمس (بالإنجليزية: George Payne Rainsford James) (و. 1799 – 1860 م) هو مؤرخ، ودبلوماسي، وكاتب، وروائي من المملكة المتحدة لبريطانيا العظمى وأيرلندا، ومملكة بريطانيا العظمى، ولد في لندن، توفي في البندقية، عن عمر يناهز 61 عاماً، بسبب سكتة.

## روابط خارجية
- جورج جيمس على موقع إن إن دي بي (الإنجليزية)